# Montreuil-sur-Loir
 Montreuil-sur-Loir  es una población y comuna francesa, en la región de Países del Loira, departamento de Maine y Loira, en el distrito de Angers y cantón de Tiercé.

## Demografía
| 259 | 233 | 183 | 262 | 294 | 299 |
| Para los censos de 1962 a 1999 la población legal corresponde a la población sin duplicidades (Fuente: INSEE [Consultar]) |     |     |     |     |     |